# Aloe yavellana
Aloe yavellana är en grästrädsväxtart som beskrevs av Gilbert Westacott Reynolds. Aloe yavellana ingår i släktet Aloe och familjen grästrädsväxter. Inga underarter finns listade i Catalogue of Life.